# Championnat du Suriname de football 2023
Navigation
Édition précédente Édition suivante
La saison 2023 du Championnat du Suriname de football est la quatre-vingt-sixième édition de la SVB Eerste Divisie, le championnat de première division au Suriname. Les douze meilleures équipes du pays sont regroupées au sein d’une poule unique.
Pour une deuxième saison consécutive, le SV Robinhood termine au premier rang du classement devant l'Inter Moengotapoe et décroche un vingt-sixième titre de champion du Suriname, un record. Ce sacre précède de quelques jours le début du CONCACAF Caribbean Club Shield 2023 que dispute le SV Robinhood avec l'espoir de s'adjuger un deuxième trophée dans cette compétition après 2019.

## Équipes participantes
Pour cette édition 2023, quatorze équipes sont originellement en lice dans la compétition. Douze d'entre elles étaient déjà présentes en 2022 alors que le championnat n'avait connu aucune relégation. Deux promus, le SV Flora et le SV Slee Juniors font leur arrivée. Avec le retrait du Bintang Lahir (en), dernier du dernier exercice, pour une raison inconnue, le championnat se dispute finalement à treize clubs.
| \| Paramaribo : Broki Flora Leo Victor PVV Robinhood Slee Juniors SNL Transvaal Voorwaarts Santos Inter Wanica Paramaribo Inter Moengotapoe SV Notch (en) \| Localisation des clubs engagés dans le championnat. |
| Paramaribo : Broki Flora Leo Victor PVV Robinhood Slee Juniors SNL Transvaal Voorwaarts Santos Inter Wanica Paramaribo Inter Moengotapoe SV Notch (en)                                                           |

| Équipe            | Classement 2022 | Ville          | Stade                                  |
| ----------------- | --------------- | -------------- | -------------------------------------- |
| SV Robinhood      | Champion        | Paramaribo     | Dr. Ir. Franklin Essed Stadion (en)    |
| Inter Moengotapoe | 2e              | Moengo         | Ronnie Brunswijkstadion (en)           |
| SV Leo Victor     | 3e              | Paramaribo     | Dr. Ir. Franklin Essed Stadion (en)    |
| SV Notch (en)     | 4e              | Moengo         | Ronnie Brunswijkstadion (en)           |
| SV Voorwaarts     | 5e              | Paramaribo     | Voorwaartsveld (en)                    |
| Inter Wanica (en) | 6e              | Meerzorg       | Meerzorg Stadion (en)                  |
| PVV (en)          | 7e              | Paramaribo     | Mgr. Aloysius Zichem Sportcentrum (en) |
| SV Transvaal      | 8e              | Paramaribo     | Stade André-Kamperveen                 |
| SV Broki (en)     | 9e              | Paramaribo     | Mgr. Aloysius Zichem Sportcentrum (en) |
| SV Santos (en)    | 10e             | Nieuw Nickerie | Asraf Peerkhan Stadion (en)            |
| SNL               | 11e             | Paramaribo     | Dr. Ir. Franklin Essed Stadion (en)    |
| SV Flora          | 1er (D2)        | Paramaribo     | Dr. Ir. Franklin Essed Stadion (en)    |
| SV Slee Juniors   | 1er (D2)        | Paramaribo     | Stade André-Kamperveen                 |

Légende des couleurs
- Tenant du titre
- Promu de SVB Tweede Divisie

## Compétition
Toutes les rencontres sont jouées au Dr. Ir. Franklin Essed Stadion (en) de Paramaribo.
Le barème utilisé pour établir le classement est le suivant :
- Victoire : 3 points
- Match nul : 1 point
- Défaite : 0 point

### Classement
| Rang | Équipe            | Pts | J  | G  | N | P  | Bp | Bc  | Diff |
| ---- | ----------------- | --- | -- | -- | - | -- | -- | --- | ---- |
| 1    | SV Robinhood T    | 62  | 24 | 20 | 2 | 2  | 94 | 20  | +74  |
| 2    | Inter Moengotapoe | 47  | 24 | 15 | 2 | 7  | 66 | 32  | +34  |
| 3    | PVV (en)          | 43  | 24 | 13 | 4 | 7  | 42 | 25  | +17  |
| 4    | SV Notch (en)     | 43  | 24 | 12 | 7 | 5  | 44 | 33  | +11  |
| 5    | SV Leo Victor     | 41  | 24 | 12 | 5 | 7  | 65 | 43  | +22  |
| 6    | SV Transvaal      | 41  | 24 | 12 | 5 | 7  | 53 | 37  | +16  |
| 7    | SV Voorwaarts     | 36  | 24 | 10 | 6 | 8  | 31 | 29  | +2   |
| 8    | SV Broki (en)     | 30  | 24 | 9  | 3 | 12 | 38 | 52  | -14  |
| 9    | SNL               | 26  | 24 | 7  | 5 | 12 | 35 | 51  | -16  |
| 10   | SV Flora P        | 24  | 24 | 6  | 6 | 12 | 36 | 57  | -21  |
| 11   | SV Flee Juniors P | 23  | 24 | 6  | 5 | 13 | 46 | 51  | -5   |
| 12   | Inter Wanica (en) | 18  | 24 | 5  | 3 | 16 | 30 | 66  | -36  |
| 13   | SV Santos (en)    | 6   | 24 | 1  | 3 | 20 | 20 | 104 | -84  |

|  | Champion et qualification pour le CFU Club Shield 2024 |
|  | T : Tenant du titre P : Promu de SVB Tweede Divisie    |

## Bilan de la saison
| Championnat du Suriname de football 2023 |                          |
| Champion                                 | SV Robinhood (26e titre) |
| Dauphin                                  | Inter Moengotapoe        |
| Qualifications continentales             |                          |
| CFU Club Shield 2024                     | SV Robinhood             |
| Promotions et relégations                |                          |
| Promus en SVB Eerste Divisie             | À déterminer             |
| Relégués en SVB Tweede Divisie           | Bintang Lahir (en)       |